# عفت نصار
عفت نصار (انگلیسی: Effat Nssar؛ زادهٔ ۲۱ ژوئیهٔ ۱۹۶۴) بازیکن سابق و مربی فوتبال اهل مصر است.
از باشگاه‌هایی که در آن بازی کرده‌است می‌توان به باشگاه فوتبال الرائد، باشگاه ورزشی زمالک، باشگاه فوتبال الوحده عربستان سعودی، و باشگاه فوتبال صامسون‌اسپور اشاره کرد.
وی همچنین در تیم ملی فوتبال مصر بازی کرده‌است.